# سرود ملی بوسنی و هرزگوین
سرود ملی بوسنی و هرزگوین (Državna himna Bosne i Hercegovine) در روز ۱۰ فوریه ۱۹۹۸ رسمیت یافت.

## متن
| سرود ملی بوسنی و هرزگوین | |
| متن به بوسنیایی | برگردان فارسی |
| Ti si svjetlost duše Vječne vatre plam Majko naša zemljo, Bosno Tebi pripadam U srcu su tvoje Rijeke, planine Plavo more Bosne i Hercegovine Ponosna i slavna Zemljo predaka Živjet ćeš u srcu našem Dov'jeka Pokoljenja tvoja Kazuju jedno Mi idemo u budućnost Zajedno! | تو فروغ روح و روانی اخگر آتش جاودان ای مام ما، ای سرزمین بوسنی من از آن توام و در قلبم تو هستی رودها، کوه‌ها دریای نیلگونِ بوسنی و هرزگوین سرفراز و نام‌آور است. سرزمین نیاکان در دل‌های ما زنده خواهی بود بیش از پیش نسل‌های تو یگانه خواهند بود ما به آینده گام می‌نهیم یگانه و یکپارچه! |